# Lison
Lison är en kommun i departementet Calvados i regionen Normandie i norra Frankrike. Kommunen ligger i kantonen Isigny-sur-Mer som ligger i arrondissementet Bayeux. År 2022 hade Lison 438 invånare.

## Befolkningsutveckling

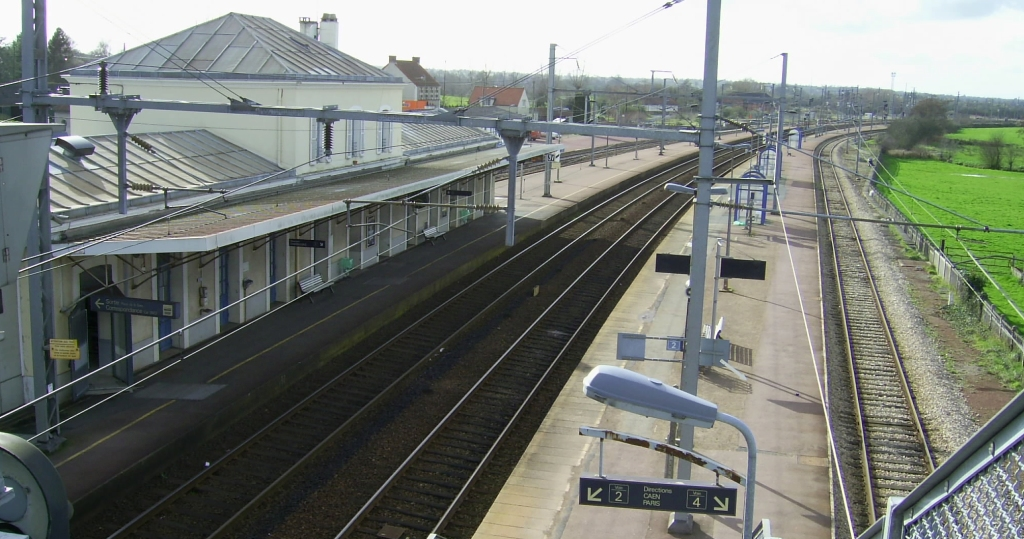
Järnvägsstationen.

Antalet invånare i kommunen Lison
Referens: INSEE